# 歷代志
《歷代志》或譯《編年紀》，是《希伯来圣经》，即犹太教《塔纳赫》和基督教《旧约圣经》中的一部分。基督教各教派的聖經則將此書分爲《歷代志上》及《歷代志下》，或翻譯為《編年紀上》及《編年紀下》。
原文在《希伯來聖經》中是一本書，後來《舊約聖經》被翻譯成希臘文的時候才分為兩部分。關於本書的作者是誰，到今天還没有肯定的結論。猶太法典認為歷代志是出自以斯拉的手筆，這大概是因為歷代志的最後一段（《歷代志下》第36章第22节至第23节参）跟以斯拉記的開頭幾乎完全一樣之故。
不過有些學者對這現象有不同的解釋：歷代志的最後一段是後人加插上去的，為的是要把它和以斯拉記連接起來。無論如何，書中雖有提到波斯王古列下詔批准猶太人返故土後的短暫重建聖殿一事，全書卻没有記載波斯帝國和希臘化時代的歷史，顯然是寫在猶太人被擄歸回故土後的短暫時期之内，而編寫人很可能是以斯拉。
另外有學者根據書中記錄了約雅敬王第六代後人的族譜（《歷代志上》第3章第17节至第24节参），認為本書是寫於2世紀初，然而更可能的解釋是歸國後初期的作品。
主題：神在人歷史中行動的全部紀事，從亞當經過撒母耳到以色列被擄歸回，連同神對付猶大諸王一些重要細節的陳述。
《歷代志下》繼《歷代志上》，記述猶大王國列王的歷史，從所羅門登基作王起，建造聖殿，直到西底家被擄至巴比倫，以及波斯王古列下詔重建聖殿止。本書雖記神的信實、慈愛和恩典，但也記述神的公義、威嚴和懲罰，叫人認識神是怎樣的神，看祂如何對待祂的子民，好叫我們愛祂敬畏祂、求祂賜福也要聽從祂的話、行祂所喜悅的事。
《歷代志下》的重點和中心都在於倚靠神、尋求神、順服神，一切不能離開神；有時遇見各樣的苦難、危險，也是為要叫人轉向神。本書記載了幾個禱告蒙垂聽，靠神得勝的記述：歷代志下13:14-18 猶大人呼求耶和華；14:9-13 亞撒王呼求耶和華；20:1-30 約沙法王定意尋求耶和華；26:5 烏西雅王定意尋求神；31:21 希西家王凡所行的都尋求神。
《歷代志下》記載五次國家的復興和神四次的拯救，都有示範的作用。也有四次記述王因成功而驕傲，遭到不幸，這都可引為鑑戒。

## 主題特色
本書有三大特色：
1. 本書的内容和文字有很多與撒母耳记和列王紀相同；
2. 歷代志特别是着重數字的記錄，而書内的數字往往比平行的撒母耳記和列王紀的來得大；
3. 本書告訴新一代的猶太人只有大衛的子孫才是“真命天子”；只有大衛所屬的支派──猶大（即歸國後的猶太人）才是“真以色列”。北部以色列王國的十支派因背叛大衛家而受懲罰，以被撇棄，就好像好些南部猶大王國的君王，因為没有好好地忠心事奉耶和華，最終失敗。真神是賞善罰惡的神，現在只要回國的百姓真心跟從耶和華，就必能長久居住在祂帶領他們歸回應許地，否則必會再遭受刑罰。

## 本書大綱
1. 族譜：由亞當到大衛（《歷代志上》第1章第1节参-《歷代志上》第9章第44节参）
2. 大衛的傳統。             （《歷代志上》第10章第1节参-《歷代志上》第29章第30节参）
3. 所羅門的傳統。        （《歷代志下》第1章第1节参-《歷代志下》第9章第31节参）
4. 猶大列王的傳統。         （《歷代志下》第10章第1节参-《歷代志下》第36章第23节参）

### 閱讀聖經
- （页面存档备份，存于） （繁體中文）
- （页面存档备份，存于） （简体中文）
- （页面存档备份，存于） （繁體中文）
- （页面存档备份，存于） （简体中文）
- 基督教文藝出版社藏書 （页面存档备份，存于） 香港浸會大學圖書館 華人基督教文獻保存計劃
- 思高聖經學會藏書 (The Studium Biblicum OFM Collections) （页面存档备份，存于）香港浸會大學圖書館 華人基督教文獻保存計劃